# ジグソーパズル (ハドソン)
『ジグソーパズル』（Jigsaw Puzzle）は、ハドソンが2006年3月23日に発売したニンテンドーDS用ソフト。同社のパズルシリーズVol.1。

## ゲームの概要
- ジグソーパズルを画面上部の完成図を見ながらプレイする。ピース数は初級（タテ5×ヨコ6＝30pcs）・中級（7×8＝56pcs）・上級（30×40＝120pcs）の3種類。
- ピースは実際のジグソーパズルと同様に様々な形状があり、四隅を最初に埋めてから外枠を完成させ、次第に内側を埋める正攻法が有効である点も同じ。ピースの向きは初期状態では一定でないため「回転」で向きを指定しなければならない場合もある。
- 「動画」モードではピースの図柄がアニメーションで動くのが特徴。
- 「お手紙」モードではパズルの図柄を自作することが可能。

## 派生タイトル
- 2006年8月3日には、本作のシステムを使用した「こいぬめくり編」「こねこめくり編」の2タイトルが、同年10月26日にはリリー・フランキー原作のキャラクターを題材にした「おでんくん」が発売されている。